# Ptiloris
Ptiloris – rodzaj ptaków z rodziny cudowronek (Paradisaeidae).

## Zasięg występowania
Rodzaj obejmuje gatunki występujące na Nowej Gwinei i w Australii.

## Morfologia
Długość ciała samców 25–34 cm, masa ciała samców 91–230 g; długość ciała samic 23–29 cm, masa ciała samic 77–185 g.

## Systematyka
Rodzaj zdefiniował w 1825 roku brytyjski zoolog William Swainson na łamach „The Zoological Journal”. Gatunkiem typowym jest ozdobnik rajski (Ptiloris paradiseus).

### Etymologia
- Ptiloris (Ptilorhis, Ptilorhys, Ptilorbis, Ptilornis): gr. πτιλον ptilon „pióro”; ῥις rhis, ῥινος rhinos „nozdrza”[13].
- Craspedophora: gr. κρασπεδον kraspedon „frędzel, kutas”; -φορος -phoros „noszący”, od φερω pherō „nosić”[14]. Typ nomenklatoryczny: Falcinellus magnificus Vieillot, 1819.
- Mathewsiella: Gregory Macalister Mathews (1876–1949), australijski ornitolog, kolekcjoner; łac. przyrostek zdrabniający -ella[15].
- Pherocraspedon: gr. φερω pherō „nosić”; κρασπεδον kraspedon „frędzel, kutas”[16].

### Podział systematyczny
Do rodzaju należą następujące gatunki:
- Ptiloris paradiseus Swainson, 1825 – ozdobnik rajski
- Ptiloris victoriae Gould, 1850 – ozdobnik mały
- Ptiloris magnificus (Vieillot, 1819) – ozdobnik wspaniały
- Ptiloris intercedens Sharpe, 1882 – ozdobnik tarczowy